# Victor Templier
Pour les articles homonymes, voir Templier (homonymie).
Pas d'image ? Cliquez ici

a Compétitions nationales et continentales officielles uniquement.

Dernière mise à jour le 4 août 2025.
Victor Templier, né le 15 janvier 2003 à Dijon (Côte-d'Or), est un joueur français de rugby à XV évoluant au poste de deuxième ligne.

## Biographie

### Jeunesse et formation
Natif de Dijon, en Côte-d'Or, Victor Templier se familiarise avec le ballon ovale dans sa région natale. Il commence le rugby à XV dès ses cinq ans en 2008, en catégorie des moins de six ans, avec le RC Langres puis l'Is Alliance Rugby.
Après avoir déménagé dans le Béarn, il rejoint le FC Oloron en junior première année en 2019. Initialement centre dans son club d'Is-sur-Tille, il est repositionné en deuxième ligne à son arrivée au FC Oloron. Il fait ses débuts en équipe première lors de la saison de Fédérale 1 2022-2023, où il prend part à six rencontres durant la saison.
En 2022, il rejoint le centre de formation de la Section paloise.

### En club
En décembre 2023, Victor Templier dispute son premier match en professionnel lors de la saison 2023-2024 de la Section paloise, à l'âge de vingt ans, en Challenge Cup face aux Dragons RFC au Stade du Hameau. En raison de la blessure sérieuse à l'échauffement de Brent Liufau, Victor Templier, initialement réserviste, a été appelé en urgence pour prendre place sur le banc. À la 65e minute, il est amené à remplacer Mickaël Capelli et dispute ses premières minutes au niveau professionnel.
En mai 2025, il s'engage avec l'US bressane en Nationale jusqu'en juin 2027.

## Palmarès
Néant